# Grubbauer
Grubbauer (auch Grubbauerviertel oder Grubbauerviertl) ist eine Ortschaft und eine Katastralgemeinde der Gemeinde Ratten im Bezirk Weiz in Steiermark. Die Ortschaft hat 349 Einwohner (Stand 1. Jänner 2024).

## Geografie
Die Ortschaft besteht aus dem Dorf Ratten Oberdorf (766 m ü. A.), den Streusiedlungen Alm (1080 m ü. A.), Klaffenegg (1000 m ü. A.), Kogl-Hinterleiten, Niesnitzgraben, Sumperschlag und Zeil (900 m ü. A.), den Einzellagen Edbauer, Feiner, Franzl in Reith, Gollenbacher, Großmarker, Haberhofer, Halbensteiner, Hansl in Reith, Kranabether, Leitenbauer, Peter in Beistein, Pimesbauer, Sennhofer und Ton sowie der Siedlung Klaffenbachsiedlung.
Bekannt ist auch das Roseggerhaus, eine alpine Schutzhütte, die 1900 errichtet wurde und ca. 10 Kilometer von Peter Roseggers Geburtshaus in der Waldheimat entfernt liegt.

## Siedlungsentwicklung
Zum Jahreswechsel 1979/1980 befanden sich in der Katastralgemeinde Grubbauer insgesamt 181 Bauflächen mit 76.240 m² und 67 Gärten auf 30.557 m², 1989/1990 gab es 179 Bauflächen. 1999/2000 war die Zahl der Bauflächen auf 397 angewachsen und 2009/2010 bestanden 276 Gebäude auf 469 Bauflächen.

## Geschichte
Laut Adressbuch von Österreich waren im Jahr 1938 in Grubbauer ein Bäcker, zwei Gastwirte, drei Sägewerke, ein Schneider, ein Schuster, ein Tischler, ein Wagner und zahllose Landwirte ansässig.

## Bodennutzung
Die Katastralgemeinde ist land- und forstwirtschaftlich geprägt. 576 Hektar wurden zum Jahreswechsel 1979/1980 landwirtschaftlich genutzt und 992 Hektar waren forstwirtschaftlich geführte Waldflächen. 1999/2000 wurde auf 547 Hektar Landwirtschaft betrieben und 993 Hektar waren als forstwirtschaftlich genutzte Flächen ausgewiesen. Ende 2018 waren 494 Hektar als landwirtschaftliche Flächen genutzt und Forstwirtschaft wurde auf 1.016 Hektar betrieben. Die durchschnittliche Bodenklimazahl von Grubbauer beträgt 14,9 (Stand 2010).